# День звіра (фільм, 2009)
«День звіра» (рос. «День зверя») — російський художній фільм 2009 року.

## Зміст
Події відбуваються під час Другої світової війни, коли результат її був визначений, а фашисти залишали ті землі, які вони колись захопили. Проте один із них відстав від своїх, вирішивши зачаїтися в одному з міст. Тепер він повинен майстерно ховатися і не дати зрозуміти оточуючим, хто ж він насправді. З вікна він стежить за тим, як у післявоєнне місто повертаються його жителі, і навіть починає жити їхнім життям – радіти подіям, які у ньому відбуваються. В один із днів у будинок по сусідству з тим, у якому ховається снайпер, з евакуації повертається єврейська сім'я: дід-інвалід, мати і п'ятнадцятирічна дівчинка. Через оптичний приціл юнак стежить за їхнім життям й у певний момент розуміє, що закохався в свою ровесницю-єврейку.